# Забродский, Антон Григорьевич
Антон Григорьевич Забродский (укр. Антон Григорович Забродський; 23 июля 1899, с. Сидоровичи Киевская губерния (ныне Иванковский район Киевской области Украины) — 13 января 1989, Киев) — украинский советский технолог, специалист в области пищевых технологий. Доктор технических наук, профессор, заслуженный деятель науки и техники УССР (1969).

## Биография
В 1925 окончил Киевский институт народного хозяйства. С 1925 по 1932 работал на производстве; в 1932—1934 был старшим научным сотрудником Всеукраинского института плодоовощной и ферментной промышленности в Киеве; в 1934—1941 — доцент Киевского технологического института пищевой промышленности.
Участник Великой Отечественной войны. Кавалер государственных и боевых наград.
С 1947 — в киевском Украинском НИИ спиртовой и ликёро-водочной промышленности: зам. директора по научной части (1948—1951 и 1955—1958), директор (1951—1955), заведующий лаборатории спиртовой промышленности и методики химического контроля (1955—1958), технологии спиртового и дрожжевого производства (1958—1964), биосинтеза жиров и белковых кормов (1964—1977), консультант (1977—1989).

## Научная деятельность
Основные исследования в области технологии производства кормовых дрожжей и спиртового брожения.
Под руководством А. Забродского разработаны и внедрены технологии производства кормовых дрожжей, разваривания крахмалосодержащего сырья в производстве спиртов; обоснованы пути эффективного использования в народном хозяйстве упаренного отхода производства этилового спирта — барды для утилизации отходов заводов по переработке мелассы.

## Избранные публикации
- Борьба с потерями от инфекций в спиртовом производстве. К., 1950;
- Полунепрерывная схема производства спирта. К.; Л., 1951 (в соавт.);
- Водно-тепловая обработка сырья в спиртовом производстве. К., 1959;
- Производство кормовых дрожжей на мелассно-спиртовых заводах. Москва, 1972;
- Технология и контроль производства кормовых дрожжей. Москва, 1980;
- Оценка завершенности спиртового брожения, 1985 (в соавт.)